# Sphenella nigricornis
Sphenella nigricornis är en tvåvingeart som beskrevs av Mario Bezzi 1924. Sphenella nigricornis ingår i släktet Sphenella och familjen borrflugor. Inga underarter finns listade i Catalogue of Life.